# Oxyethira hyalina
Oxyethira hyalina är en nattsländeart som först beskrevs av Mueller 1879.  Oxyethira hyalina ingår i släktet Oxyethira och familjen smånattsländor. Inga underarter finns listade i Catalogue of Life.